# Kommunitetet
Kommunitetet (i nyere tid også kaldet Københavns Kommunitet) er en stiftelse grundlagt af Frederik 2. 1. maj 1569. Formålet var at støtte trængende studerende og yngre kandidater ved Københavns Universitet.

## Det ældste kommunitet
Ved grundlæggelsen bestod støtten i, at 100 studerende skulle bespises dagligt. Finansieringen stammede fra kronens korntiende fra 92 sogne og 153 bøndergårde fra krongodset, som blev overladt til stiftelsen. Som en slags forløber for stiftelsen havde Helliggejst Hospital i København 29. september 1555 fået kronens korntiende af 39 sogne og skulle til gengæld dagligt bespise 20 studerende.
1573 opførtes en særskilt bygning (ved siden af Universitetsbygningen, den såkaldte Studiegård), hvor 100 studenter bespistes 2 gange om ugen og holdt disputere-øvelser på latin. 1. juli 1623 kom Kommunitetets støtte også til at bestå af husly til studerende, da Regensen blev taget i brug. Det var en bolig til brug for alumnerne som Christian 4. havde ladet opføre, idet han lånte kommunitetet penge til at afkøbe arvingerne efter kansleren Christian Friis dennes tidligere residens, og denne omdannedes 1619—23 til bolig for cirka 120 studenter. Kort forinden var kommunitetsalumnernes antal blevet forøget fra 100 til 120, og noget senere fik endnu 24 fattige studenter "Kongens Kost". 1736 ophørte bespisningen, og alumnerne fik kostpenge i stedet.

## Fra 1880'erne til nedlæggelse i 1983
Fra 1880'erne uddelte kommunitetet 32 kroner månedlig i indtil 4 år til 160 studenter og yderligere 8 kroner om måneden til 100 Regens-alumner, men efterhånden voksede formue og
indkomst vokset så stærkt, at kommunitetet omkring 1900 kunne understøtte over 200 studenter på 2, 3 eller 4 år, med stipendier, der med dyrtidstillæg udgjorde 900 kroner årlig (i alt cirka 300000 kroner årlig). Kommunitetet uddelte i denne periode desuden 75000 kroner årligt i anden understøttelse til de studerende (som understøttelse af Kommunitetets midler, der da også begyndte at blive udbetalt til kvindelige studerende, som kandidatstipendier, rejsestipendier og stipendier til unge videnskabsmænd). Kommunitet rådede over meget betydelige kapitaler (cirka 10 millioner kroner) og store indtægter (cirka 450000 kroner) og havde også understøttet Universitetet, når særlige krav som opførelse af nye bygninger og lignende til videnskabens fremme (f.eks. Universitetsbiblioteket, det naturhistoriske museum, botanisk have, Studiegården) krævede betydelige pengemidler. Kommunitetet havde en egen styrelse, der valgtes af den almindelige lærerforsamling. 
Kommunitetet har også medfinansieret Rigshospitalet, der stod færdigbygget 1910, og senere Studentergården og Kvinderegensen. 
I 1983 overgik Kommunitetets tilbageværende formue til Københavns Universitets Kollegiesamvirke af 1983, som Regensen samme år blev en del af.